# Powiat Myōzai
Powiat Myōzai (jap. 名西郡 Myōzai-gun) – powiat w Japonii, w prefekturze Tokushima. W 2024 roku liczył 28 450 mieszkańców.

## Miejscowości
- Ishii
- Kamiyama